# Lego Indiana Jones: The Original Adventures
Lego Indiana Jones: The Original Adventures – gra zręcznościowo – platformowa wydana w 2008 na komputery PC oraz konsole Xbox 360, PSP, PlayStation 2, PlayStation 3, NDS, oraz Wii przez firmę Traveller’s Tales. W tej grze gracz może się wcielić w większość postaci z oryginalnej trylogii Indiana Jones.
Gra zbudowana jest z trzech części głównych, po 6 poziomów w każdej (Poszukiwacze zaginionej Arki, Świątynia Zagłady, Ostatnia krucjata) oraz z poziomów pobocznych (Młody Indiana Jones, Magazyn, Starożytne Miasto). Poza tym, w grze są również różne dodatkowe opcje, między innymi:
- Wpisywanie tajnych kodów
- Tworzenie własnych postaci
- Oglądanie filmików pokazanych przed, często podczas, i po przejściu poziomów
- Kupowanie postaci i dodatków (np. nieśmiertelność, podwójny wynik, regeneracja zdrowia, zlodowacenie powierzchni, i wiele innych).

Główną bazą gracza jest College Barnetta.
W grze można znaleźć 5 postaci z uniwersum Gwiezdnych wojen (Luke’a Skywalkera, Księżniczkę Leię, Chewbaccę, C3PO, oraz R2D2), co udostępnia kupno postaci Hana Solo.

## Przyjęcie gry
Recenzje gry ogólnie były pozytywne. IGN dało grze 8/10 za platformę Nintendo DS, PS2 i Wii 8.4/10 za X360 i PS3, oraz 7.7/10 za PSP.X-Play dał 4/5, mówiąc, że gra miała wszystko, czego mogli chcieć fani Indiany, ale to wciąż taka sama zabawa jak z Lego Star Wars. Official Playstation Magazine UK dał grze 8/10, chwaląc zniewalający charakter gry i chwaląc wybór materiałów źródłowych serii. Official Nintendo Magazine dał grze 82%, prawie tak samo jak Lego Star Wars, mówiąc, że to było bardzo podobne i nie za dużo rzeczy zostało poprawionych. Poza tym magazyn stwierdził, że „gra mogłaby być najlepsza w historii”. Game Revolution dał grze B+, powołując się na to, że gra stworzona przez fanów, stanowi „wciągającą grę” z „tonem wartości
Wersja Nintendo DS była nominowana do dwóch nagród od IGN.com, nazywając ją najlepszą grą akcji najlepszą lokalno-multiplayerową grą. W wersji Wii została również nominowana do wielu nagród, w tym przez IGN, między innymi i najlepszą lokalno-multiplayerową grą.